# Cabeço do Mistério
O Cabeço do Mistério é uma elevação portuguesa localizada no concelho da Madalena, ilha do Pico, arquipélago dos Açores.
Neste acidente geológico ocorreu fortes erupções vulcânicas com emissão de Lavas em 1562 e 1564.
Esta formação tem o seu ponto mais elevado a 841 metros de altitude acima do nível do mar. Esta formação geológica encontra-se próxima da Lagoa do Landroal, da Lagoa do Caiado e das elevações do Pico do Landroal, do Cabeço Redondo e do Cabeço da Lavandeira.